# Episodi di Private Practice (quarta stagione)
La quarta stagione della serie televisiva Private Practice è stata trasmessa sul canale statunitense ABC dal 23 settembre 2010 al 19 maggio 2011.
L'edizione in lingua italiana ha debuttato in Italia sul canale pay Fox Life, della piattaforma Sky, il 6 dicembre 2010, dove la trasmissione è proseguita fino al 15 luglio 2011, mentre in chiaro è stata trasmessa nella Svizzera italiana da RSI LA1 dall'8 febbraio al 5 luglio 2011; a partire dal dodicesimo episodio, l'emittente svizzera ha trasmesso la stagione in prima visione assoluta in italiano. In Italia è stata trasmessa in chiaro da Rai 2 dal 7 giugno 2012 al 23 agosto 2012.
Audra McDonald, che interpreta l’endocrinologa Naomi Bennett, abbandona la serie al termine di questa stagione.
Caterina Scorsone entra a far parte del cast regolare nel ruolo di Amelia Shepherd.
Benjamin Bratt compare nel finale di stagione come guest star e prenderà parte allo show come regular a partire dalla quinta stagione.
| nº | Titolo originale                            | Titolo italiano                              | Prima TV USA      | Prima TV in italiano |
| -- | ------------------------------------------- | -------------------------------------------- | ----------------- | -------------------- |
| 1  | Take Two                                    | Secondo ciak                                 | 23 settembre 2010 | 6 dicembre 2010      |
| 2  | Short Cuts                                  | Scelte dolorose                              | 30 settembre 2010 | 13 dicembre 2010     |
| 3  | Playing God                                 | Scelte difficili                             | 7 ottobre 2010    | 20 dicembre 2010     |
| 4  | A Better Place to Be                        | Un posto migliore                            | 14 ottobre 2010   | 10 gennaio 2011      |
| 5  | In or Out                                   | Dentro o fuori                               | 21 ottobre 2010   | 17 gennaio 2011      |
| 6  | All in the Family                           | Tutto in famiglia                            | 28 ottobre 2010   | 24 gennaio 2011      |
| 7  | Did U Hear What Happened to Charlotte King? | Hai sentito che è successo a Charlotte King? | 4 novembre 2010   | 31 gennaio 2011      |
| 8  | What Happens Next                           | Cosa succede dopo                            | 11 novembre 2010  | 7 febbraio 2011      |
| 9  | Can't Find My Way Back Home                 | Il confronto                                 | 18 novembre 2010  | 14 febbraio 2011     |
| 10 | Just Lose It                                | Persi                                        | 2 dicembre 2010   | 21 febbraio 2011     |
| 11 | If You Don't Know Me By Now                 | Se ancora non mi conosci                     | 6 gennaio 2011    | 28 febbraio 2011     |
| 12 | Heaven Can Wait                             | Il paradiso può attendere                    | 3 febbraio 2011   | 26 aprile 2011       |
| 13 | Blind Love                                  | Amore cieco                                  | 10 febbraio 2011  | 3 maggio 2011        |
| 14 | Home Again                                  | Di nuovo a casa                              | 17 febbraio 2011  | 10 maggio 2011       |
| 15 | Two Steps Back                              | Due passi indietro                           | 24 febbraio 2011  | 17 maggio 2011       |
| 16 | Love and Lies                               | Amore e bugie                                | 17 marzo 2011     | 24 maggio 2011       |
| 17 | A Step Too Far                              | Una mossa avventata                          | 24 marzo 2011     | 31 maggio 2011       |
| 18 | The Hardest Part                            | La parte più difficile                       | 31 marzo 2011     | 7 giugno 2011        |
| 19 | What We Have Here...                        | Quello che abbiamo...                        | 28 aprile 2011    | 14 giugno 2011       |
| 20 | Something Old, Something New                | Qualcosa di vecchio, qualcosa di nuovo       | 5 maggio 2011     | 21 giugno 2011       |
| 21 | God Bless the Child                         | Siano benedetti i figli                      | 12 maggio 2011    | 28 giugno 2011       |
| 22 | ...To Change the Things I Can               | Cambiare                                     | 19 maggio 2011    | 5 luglio 2011        |

## Secondo ciak
- Titolo originale: Take Two
- Diretto da: Mark Tinker
- Scritto da: Craig Turk e Steve Blackman

### Trama
Durante la veglia sulla tomba di Dell, Violet annuncia ai suoi amici che lei e Pete si sposeranno innescando una reazione di felicità in tutti i presenti, eccetto in Cooper. Tornati allo studio infatti, Violet chiede spiegazioni all'amico il quale, dividendosi tra amico e razionale confessa che non crede sia una buona idea ma, ciò nonostante, aiuta l'amica nei preparativi.
Intanto, Charlotte insieme a Sam si occupa di un uomo gravemente malato che ha bisogno di un rene nuovo per poter sopravvivere. Charlotte riesce così a convincerlo a chiamare suo fratello ma, quando quest'ultimo arriva in ospedale la donna si rende conto di evidenti complicazioni: l'uomo ha infatti un ritardo mentale. Dopo diverse polemiche affrontate sia con l'uomo, sia con Sam e il donatore, l'operazione avviene e sembra che tutto sia risolto. I due fratelli ora sono in sintonia e pronti a progetti per il futuro fino a quando il rene trapiantato non viene rigettato dal corpo ospite causando così l'imminente morte. Nella disperazione del donatore, i due fratelli si trovano però uniti più che mai sotto gli occhi dispiaciuti di Sam e Charlotte, impotenti di fronte alla natura.
Naomi, tornata a parlare con Addison, le mostra un suo nuovo caso in cui una coppia dopo aver perso il loro bambino, vuole averne un altro. Leggendo i nomi della coppia, Addison li riconosce e, dopo la richiesta di aiuto dell'amica, la rifiuta fermamente. Per convincerla, Naomi richiede l'intervento di Sheldon che a sua volta ha parlato con la coppia reputandola idonea a un'altra gravidanza. Ma Addison è sempre più ferma riguardo alla sua posizione e non vuole concedere una seconda opportunità fino a quando non incontra la paziente che le confessa tutti suoi sentimenti.
Amelia, stanca di non fare niente, si reca allo studio in cerca di lavoro e, intanto, prova a mettersi in contatto con Derek senza esiti positivi e così, convinta da Addison, decide di andare a Seattle da lui.
Cooper intanto, mentre aiuta Violet nei preparativi, ha qualche problema con Charlotte che vorrebbe approfondire la loro conoscenza e organizzare il loro di matrimonio.
Sam si ritrova faccia a faccia con Dink che sta trascurando Maya e Olivia. Il ragazzo, però, confessa di voler stare con la sua famiglia, che ama, ma che Naomi lo intimorisce e che quindi non riesce ad avvicinarsi a loro.
È il giorno del matrimonio e forte dei consigli di Sam, Dink riesce a spodestare l'autorità di Naomi e a occuparsi di sua moglie e sua figlia. Tutti stanno aspettando che arrivi Violet all'altare e, dopo un attimo di esitazione, il matrimonio finalmente ha luogo e tutto va per il meglio. Addison informa Naomi che l'aiuterà con i suoi pazienti e Cooper e Charlotte sembrano aver raggiunto un accordo. A fine giornata, Sam e Addison si ritrovano finalmente insieme in intimità.
- Guest Star: French Stewart, Currie Graham, Shane Johnson, Katie Lowes, Stephen Lunsford.
- Ascolti USA: telespettatori 8 830 000[6]

## Scelte dolorose
- Titolo originale: Short Cuts
- Diretto da: Mark Tinker
- Scritto da: Sonay Washington

### Trama
Cooper non riesce ad accettare l'allontanamento da Violet tanto che continua a chiamarla e a irromperle in casa continuamente creando non pochi problemi tra lui e Charlotte e anche tra Violet e Pete. Al lavoro intanto, nonostante la tensione, Cooper e Pete si ritrovano a collaborare riguardo a una donna in cura da Pete con un figlio autistico, in cura da Cooper. La madre, nonostante sia sfinita dal figlio, confessa a Pete che il bambino ha dei miglioramenti, confermati anche da Cooper ma, poco dopo, confessa ai due dottori che la calma del figlio è una conseguenza della marijuana che gli ha dato. Cooper, infuriato, scopre che la madre prendeva la droga come prescrizione di Pete che si giustifica con il fatto che non sapeva del suo uso per il figlio e, cercando di risolvere la situazione, promette alla donna una cura alternativa. Fidandosi dei due dottori, la donna smette di dare la droga al figlio che, conseguentemente, ha un crollo e un notevole peggioramento. Non sapendo cosa fare, la donna compra della marijuana per strada e la dà al figlio, provocandogli una crisi che la obbliga a portarlo in ospedale.
Charlotte intanto, chiede a Pete di parlare a Violet e cercare un accordo per diminuire le chiamate e le uscite con Cooper. Al lavoro, si trova a dover collaborare con uno Sheldon sempre più freddo con lei, riguardo al caso di un uomo che vuole sottoporsi all'operazione di esportazione del pene per diventare una donna a tutti gli effetti. Charlotte è d'accordo ma Sheldon, dopo la prima seduta, è titubante e rifiuta l'intervento. Dopo un'aspra lite con Charlotte, i due sembrano riavvicinarsi e trovano un punto d'incontro: Sheldon cercherà di far aprire la paziente per permetterle di cambiare sesso. Dopo la seduta, il paziente se ne va felice. La sera però, Charlotte riceve una sua chiamata e, preoccupata, corre insieme a Sheldon al suo appartamento dove, in un mare di sangue, la donna ha provato ad amputarsi il pene da sola. Portata d'urgenza in ospedale, la paziente è dispiaciuta per l'accaduto, ma trova dalla sua parte i due dottori che ancora vogliono aiutarla.
Naomi, dopo aver comunicato della morte di William, comunica a tutti i suoi amici di voler fondere la Pacific e la Ocean. La notizia sembra non toccare più di tanto i medici che, dal canto loro, ne rimangono indifferenti. Solo Addison ne è preoccupata perché ciò comporterebbe avere Naomi sempre intorno rischiando di farle scoprire la sua relazione con Sam. Mentre i due stanno discutendo proprio del fatto di tenere la loro relazione nascosta, torna Amelia che, invece di andare da Derek a Seattle, è andata in Messico.
La giornata è finita e Cooper e Pete si trovano insieme a discutere del rapporto Cooper-Violet e, tornati a casa, Cooper raggiunge un accordo con Violet limitando le chiamate e le uscite facendo tornare la pace anche con Charlotte; Addison obbliga Amelia ad andare a Seattle da Derek e, dopo aver salutato Sam, va da Naomi e le confessa la sua relazione con l'ex marito: scoppiando in lacrime, Naomi chiede all'amica solo di appoggiarla nella fusione e di non parlarle più di Sam e della loro relazione.
- Guest star: Justin Bateman, Darryl Stephens.
- Ascolti USA: telespettatori 7 930 000[7]
- Cross-over con l'episodio della serie Grey's Anatomy dal titolo Strane creature.

## Scelte difficili
- Titolo originale: Playing God
- Diretto da: Donna Deitch
- Scritto da: Sheila Lawrence

### Trama
Alla OceanSide si presenta l'uomo che ha causato l'incidente di Dell e Maya che, con tutte le buone intenzioni, vorrebbe scusarsi ma non appena Sam lo vede, lo attacca non permettendogli di parlare e, addirittura, causandogli un attacco di cuore. La reazione esagerata di Sam porta a una lite furibonda con Naomi che non condivide i metodi dell'ormai ex marito. Dal canto suo, Addison non sa come comportarsi viste le frecciatine continue di Naomi e la chiusura totale di Sam nei confronti di questa storia. In ospedale intanto, l'uomo è sotto le cure di Charlotte la quale comunica a Sam la volontà dell'uomo di parlargli altrimenti non si sottoporrà all'intervento che gli salverà la vita. Sempre più convinto riguardo alla sua posizione, Sam ricorda (in una serie di flashback) del suo primo intervento che, vista la confessione dell'uomo che operò riguardo alla sua pedofilia, Sam lasciò morire sotto gli occhi di una giovane Addison alle prime armi proprio come lui. Il comportamento di Sam porta Addison a non parlargli fino a quando Naomi non la obbliga a farlo. I due finalmente riescono a parlare e Sam si confida con la sua compagna.
Naomi intanto, mostrando una tranquillità molto strana, riesce a sfogarsi con Addison riguardo ai suoi sentimenti grazie all'aiuto di Sheldon e, poco dopo, parla con Sam riguardo a quel suo primo intervento e al comportamento che dovrebbe tenere ora.
Cooper ha dei nuovi problemi con Charlotte la quale, a sua insaputa, sta cominciando a cercare casa in quanto quell'appartamento non la fa stare bene con sé stessa e non riesce a sbloccarla nella loro relazione. Cooper, inizialmente contrario, dopo aver parlato con Violet, si convince e accetta le condizioni di Charlotte che però, sorpresa dal suo uomo, decide di assecondarlo e creare nuovi ricordi in quella loro casetta.
Tra Pete e Violet le cose non vanno molto bene dopo che Pete ha incontrato un suo vecchio amico, Gybbi, che in casa sua ha aperto una sorta di pronto intervento. Pete, nonostante l'opinione contraria di Violet, decide di aiutarlo e assecondarlo fino a quando, in un'operazione estrema capisce che quello che fanno è sbagliato e, tornando a casa, trova un accordo con Violet.
La giornata è finita e Sam, dopo aver parlato con Naomi, decide di parlare con l'uomo che tanto ha detestato mentre in ufficio, Addison e Naomi riescono a parlare come i vecchi tempi e Naomi rassicura l'amica che tra loro le cose non cambieranno. Tornando a casa, in un ultimo flashback si vede l'inizio della fine del rapporto tra Sam e Naomi dovuto al fatto che Sam nascose la realtà dei fatti alla moglie mentre, tornando nel presente, le cose con Addison saranno diverse.
- Guest star: James Remar.
- Ascolti USA: telespettatori 7 900 000[8]

## Un posto migliore
- Titolo originale: A Better Place to Be
- Diretto da: Tom Verica
- Scritto da: Barbie Kligman

### Trama
Addison si reca in ospedale dove la sta aspettando Pete con una coppia di suoi pazienti: la donna è incinta ma da parecchio tempo ha dei dolori lancinanti che non la lasciano respirare. Da un primo esame, il bambino e la gravidanza sembrano essere estranei ai dolori così, parlando, Pete e Addison convengono che la donna non può essere sottoposta a cure troppo forti e tantomeno a un parto prematuro. Alla conversazione assiste anche Amelia che consiglia di fare una risonanza. Durante il controllo, Amelia scopre, assieme ad Addison, che la donna ha una malformazione cranica che le causa tutti i dolori. Informando Pete dei risultati ora i due medici si trovano su fazioni opposte: Pete vuole sottoporre la donna a un trattamento alternativo mentre Amelia, da buon chirurgo, vuole operare. Messa la coppia di fronte ai pro e ai contro, e dopo il consiglio di Addison, la donna accetta di sottoporsi all'operazione.
Intanto alla OceanSide si presenta la zia di Betsy con la bambina e la lascia a Violet, dicendole che non può prendersi cura di lei. Violet scioccata da ciò, decide di aiutare la bambina e, con il consenso di Pete, la porta per una sera a casa loro. Le cose vanno bene e Betsy si trova in perfetta sintonia con Lucas e con la stessa Violet tanto che, quest'ultima, propone a Pete di adottarla. L'uomo però non è d'accordo e chiede aiuto a Cooper che, in un modo o nell'altro, riesce a far capire all'amica la visione di Pete.
Cooper nel frattempo ha a che fare con un suo piccolo paziente che, malmenato da alcuni bulletti della scuola, confessa prima a lui e poi a Sheldon di sentirsi diverso a causa dei suoi interessi e che non riesce mai ad adattarsi in quanto la madre, troppo protettiva, non appena incombono dei problemi, gli cambia scuola. A un tentativo di conversazione con la donna, quest'ultima reagisce in malo modo e li caccia. La sera, mentre Cooper è con Charlotte, riceve una chiamata dall'ospedale: il ragazzo ha tentato il suicidio. Quando però il pericolo è scampato, il ragazzo, preso coraggio, chiede alla madre di rimanere lì e di poter continuare a parlare con Sheldon.
Continua la polemica circa l'adozione di Betsy che, inevitabilmente, intacca i rapporti tra le coppie: Addison vorrebbe aiutarla ma Sam le dice di non volerla adottare; lo stesso accade per Charlotte e Cooper. Così, visto che nessuno vuole adottarla, Sheldon si trova costretto a chiamare i servizi sociali che portano via Betsy lasciando un vuoto in Violet e un senso di colpa in tutti.
- Guest star: Romy Rosemont, Rupak Ginn, Mei Melancon, Benjamin Bryan.
- Ascolti USA: telespettatori 8 070 000[9]

## Dentro o fuori
- Titolo originale: In or Out
- Diretto da: Ed Ornelas
- Scritto da: Ayanna A. Floyd

### Trama
Violet accompagna Sheldon in prigione dove incontra Lewis, un assassino del quale deve fare la perizia psichiatrica per reintegrarlo nella società. Durante il colloquio, Violet capisce che l'uomo è profondamente pentito per quanto fatto ed è pronto a tornare a vivere ma, proprio mentre sta per andarsene, l'uomo la implora di mentire al giudice e di non farlo reintegrare. Al momento dell'incontro con il giudice però, Violet dice la verità e fa scarcerare l'uomo che però reagisce malamente, tanto da minacciarla. Preoccupata per quanto fatto, Violet torna in ufficio dove, tra i litigi con Pete, riesce a confidarsi con Cooper.
Addison intanto, si trova a dover affrontare il dottor Rodriguez, un oncologo, che propone di sottoporre a chemioterapia una bambina appena nata con un grave tumore ai polmoni per la quale Addison propone l'intervento. I genitori si convincono a seguire il consiglio di Addison quando, improvvisamente, la donna entra in coma e il marito, preoccupato anche per la figlia, decide di seguire i consigli dell'oncologo. Addison, messa a conoscenza del cambio di programma, ha un duro scontro non solo con il dottor Rodriguez, ma anche con Charlotte che ha assecondato le sue richieste. Stanno per cominciare le cure quando la donna, ripresasi dal coma, blocca tutto e permette l'intervento. Nonostante qualche problema in sala operatoria, Addison e Sam riescono a salvare la bambina guarendola completamente. Uscita dalla sala operatoria, Addison riceve un invito a cena dal dottor Rodriguez che si trova costretta a rifiutare, amando profondamente Sam.
Amelia confessa a Violet e Addison di aver bisogno di copulare e, sotto consiglio di Violet e Charlotte, ci prova con Sheldon il quale però la rifiuta.
Cooper confessa a Charlotte di voler mettere su famiglia e di volere dei figli da lei. Dopo qualche incomprensione, i due riescono a parlarne e a chiarire la situazione.
Addison riesce a parlare con Sam delle sue paure in quanto lui, così perfetto, non le sembra reale. Sam, divertito dalle parole della donna, la rassicura dicendole che non la deluderà e non la farà stare male.
Le cose tra Pete e Violet tendono verso il baratro a causa del troppo coinvolgimento della donna nel caso di Lewis che la porta a stare lontana non solo da lui, ma anche da Lucas. La donna però, non si rende conto di quando stia facendo male al marito e, ignara di tutto, alle parole di Pete rimane sconvolta.
- Guest star: Albert Hall, Cristiàn de la Fuente, David Giuntoli, Linara Washington.

## Tutto in famiglia
- Titolo originale: All in the Family
- Diretto da: Ann Kindberg
- Scritto da: Sanford Golden e Karen Wyscarver

### Trama
Pete arriva in Pronto Soccorso dove arrivano due uomini vittime di un incidente stradale ma, dei due, solo uno, Jacob non ha riportato gravi lesioni e se ne va, lasciando Pete con la polizia che lo informa che l'altro ragazzo è un gigolò.
Charlotte intanto, nel suo ufficio dà la bella notizia a una donna che, dopo la ricostruzione dell'utero, può ora provare ad avere un figlio e, nel salutare l'uomo, si scopre sia Jacob. Appena arriva Pete in ufficio e vede l'uomo, informa Charlotte dell'accaduto e la donna, infuriata, vuole subito andare a dire alla sua paziente tutto ma Pete riesce a bloccarla. Durante il colloquio con Jacob, Pete non riceve conferme dell'accaduto e, tornato in ufficio, Charlotte ancora insiste sulla verità dei fatti e prova a convincere ancora di più l'amico-collega dicendogli che il suo paziente è sieropositivo e sua moglie no. Ora, tutti si trovano costretti a convocare l'uomo e a farlo parlare con Violet e, durante il colloquio, l'uomo ammette di essere gay. Ora lo scoglio più duro sarà dirlo alla moglie: avviene l'incontro e, assieme a Jacob, c'è il giovane gigolò. La donna alle parole del marito risponde bene confessandogli che lei l'ha sempre saputo. Serena della situazione, sta per andarsene quando il marito le confessa di essere sieropositivo: ora la serenità della donna crolla e, dopo aver dato uno schiaffo al marito, se ne va in lacrime.
Amelia va con Sam in una casa di riposo dove visitano una donna in coma da due anni che però non è mai stata abbandonata dal marito il quale vorrebbe che Amelia la operasse per farla tornare "normale". La ragazza, nonostante non assicuri nulla, fa delle analisi alla donna che mostra ad Addison la quale, subito, capisce che la donna è incinta. Ora tutti si recano sul posto dove pensano che la donna sia stata stuprata e Addison vorrebbe chiamare la polizia, trovando però Sam contrariato. Dopo un colloquio avuto con il marito, Addison scopre che la donna è incinta proprio di lui, cosa che ancora di più la convince a voler chiamare la polizia, trovando ancora il muro di Sam. Mentre Amelia e Sheldon vanno da lei per controllare le sue condizioni e parlare con il marito, la donna viene portata d'urgenza in ospedale a causa di un'emorragia. L'uomo parla con Sheldon che constata che non è sano di mente mentre in sala operatoria Addison riesce a salvare la donna ma perde il bambino. Poco dopo, Addison ascolta involontariamente una conversazione tra i coniugi e si trova costretta a chiamare la polizia.
Violet vorrebbe capire perché Pete non le parla del suo passato e si mette a cercare il fratello. La cosa manda su tutte le furie l'uomo che, esasperato, racconta tutta la verità a Violet.
Nonostante i problemi sul lavoro e delle incomprensioni, Addison e Sam riescono a chiarire e a capire che si amano come sempre.
Cooper e Charlotte sono in lite a causa della voglia di lui di avere un bambino ma, durante la notte di Halloween, Cooper riesce a farci pace e a farle capire che l'ama veramente. Charlotte intanto è al lavoro e, dopo essere uscita dal suo ufficio, sta per andare da Cooper quando viene aggredita brutalmente.
- Guest star: Rockmond Dunbar, Larry Sullivan, Nicholas Brendon, Angela Rawna, Christopher Boyer.

## Hai sentito che è successo a Charlotte King?
- Titolo originale: Did You Hear What Happened to Charlotte King?
- Diretto da: Allison Liddi-Brown
- Scritto da: Shonda Rhimes

### Trama
Dopo l'aggressione, Charlotte prova ad automedicarsi ma Pete, che è di turno al pronto soccorso la segue e la trova in condizioni pessime. L'amico la porta allora in una stanza per medicarla e, subito dopo, prova a rintracciare Cooper che però, felice per l'imminente matrimonio, sta festeggiando con Sam e Amelia. Mentre Pete sta curando Charlotte che nel frattempo è anche interrogata dagli agenti di polizia, arriva Addison, chiamata in segreto da Charlotte. Le due donne rimangono sole e Addison vorrebbe farle anche il controllo per l'avvenuto stupro ma Charlotte la convince a mantenere il segreto, creando in Addison un crollo psicologico. Nel mentre, Cooper è arrivato assieme a tutti gli altri e, sentendosi in colpa per l'accaduto, prova a stare il più possibile accanto alla donna amata.

In parallelo, Sheldon collabora con il distretto per risalire all'aggressione di un uomo il quale non vuole parlare. Quest'ultimo si riesce a confidare con Sheldon e a raccontargli di aver litigato con la ragazza che lo tradiva e di essere poi uscito per non picchiarla.

In ospedale, continuano tutti i controlli su Charlotte che cerca di mantenere al meglio la sua facciata ma, poco dopo, crolla e si fa portare via da Cooper che nel mentre è riuscito a sfogarsi recandosi sul luogo dell'aggressione e capendo che la sua donna ha provato a difendersi.

Sheldon riesce a far confessare l'uomo interrogato: si è recato in un luogo dove una donna non è stata gentile con lui e, dopo averla picchiata violentemente, l'ha anche violentata. A causa però della mancanza di una denuncia, l'uomo non sarà incriminato, cosa che sconvolge Sheldon.

Charlotte si è fatta aiutare da Cooper a vestirsi e, tra una serie di flashback che mostrano la violenza, se ne va sorretta dal suo uomo e da tutti i suoi amici.
- Guest star: Nicholas Brendon, Blue Deckert.

## Cosa succede dopo
- Titolo originale: What Happens Next
- Diretto da: Michael Zinberg
- Scritto da: Jennifer Cecil

### Trama
Pete e Cooper si occupano della stessa paziente: una bambina con un linfoma che, nonostante si sia sottoposta due volte a cicli chemioterapici, è nuovamente affetta dalla malattia. Il padre, fermamente contrario a un nuovo ciclo di cure, informa i due dottori di voler ricorrere alle cure di uno sciamano. In questo quadro, Pete e Cooper si trovano su due fazioni opposte in quanto l'uno sostenitore di cure alternative e l'altro fedele alla medicina tradizionale. Nonostante ciò, i due assistono alle cure dello sciamano durante le quali, però, la bambina ha una crisi che li obbliga a portarla in ospedale e Cooper, viste le ritrosie del padre, lo porta in tribunale. Durante la visita dell'assistente sociale, la bambina confessa di non credere alle potenzialità dello sciamano ma di non voler più fare chemioterapia per non gravare ulteriormente sulla situazione economica di casa. Così Cooper, grazie all'appoggio di Charlotte, riesce a trovare un compromesso per poter curare la bambina.
In ufficio intanto, anche Sheldon e Addison si trovano a collaborare in un caso: una coppia ha dei problemi di maltrattamento ma, nonostante la stazza fisica, è la donna a picchiare il marito. Sheldon vorrebbe denunciare la donna ma Addison, conoscendola, decide di fare degli accertamenti dai quali, purtroppo, risulta che la donna ha una recidiva di un passato cancro al seno alle ovaie. Addison opera così la donna ma, finita l'operazione, le comunicano che la situazione era più grave del previsto e che non hanno potuto togliere del tutto il cancro. In lacrime, la donna decide di ascoltare i consigli di Sheldon e di farsi ricoverare in una sorta di casa di riposo per poter controllare la sua rabbia.
Charlotte è intanto tornata al lavoro e, come da lei sospettato, tutti le girano intorno per cercare di aiutarla. Tutti tranne Sheldon che non la opprime con le sue attenzioni.
A casa intanto, Addison si confida con Sam e gli dice di quanto accaduto realmente a Charlotte e così l'uomo, senza dirle niente, incita Violet a parlare con Charlotte.
Dopo un primo tentativo, Violet non ha ottimi risultati e parlando con Pete si apre a lui raccontandogli del suo passato e dei suoi sospetti di stupro nei confronti di Charlotte, trovando il marito d'accordo.
L'indomani, Violet parla con Sheldon del suo trascorso e delle sue paure per Charlotte scoprendo con l'uomo durante la notte in ospedale era in commissariato a parlare con uno stupratore.
Ora Violet si reca da Charlotte che è finalmente riuscita a tornare nel suo ufficio e le racconta di come una notte al college venne stuprata. Charlotte non mostra cenni di cedimento fino a quando Violet non se ne va e lei, per sfogarsi, manda a soqquadro l'ufficio per poi correre da Amelia per cercare appoggio.
Addison dal canto suo, spalleggiata da Sam, denuncia lo stupro.
Sheldon corre in commissariato per informare l'amico commissario che sa chi è la vittima dello stupro.
- Guest star: Michael Badalucco (Nick), Geoffrey Rivas (Diego), Lisa Waltz (Rachel), Blue Deckert (Detective Price).

## Il confronto
- Titolo originale: Can't Find My Way Back Home
- Diretto da: Mark Tinker
- Scritto da: Fred Einesman

### Trama
Charlotte e Cooper vengono chiamati dal commissariato per l'identificazione dell'assalitore di Charlotte ma, saputa la cosa, la donna se ne va. Tornata allo studio, Charlotte aggredisce verbalmente Violet, Sheldon e anche Addison, la quale le confessa di averle fatto, nonostante il suo divieto, il kit antistupro e averlo poi mandato alla polizia. Poco dopo, sotto consiglio di Cooper, Violet parla con Charlotte e, dopo un lungo discorso, riesce a convincerla ad andare al commissariato per l'identificazione accompagnata proprio da lei. Di fronte ai vari uomini, Charlotte ha un sussulto di fronte all'uomo che le sta rovinando la vita ma mente, fingendo di non riconoscerlo. Violet, riconoscendo la bugia di Charlotte, decide allora di andare da Cooper e di confessargli tutto. Tornato a casa, Cooper parla con Charlotte e riesce a farle capire quanto lui l'ami.
Intanto Pete, con molta sorpresa, riceve la visita di suo fratello Adam. L'uomo, dopo gli iniziali convenevoli, lo informa riguardo alle pessime condizioni di vita della madre che, gravemente malata, rischia di morire e gli chiede di andare con lui per assisterla. Dopo vari ripensamenti, Pete decide di andare dalla madre e, dopo averla visitata, si reca da Sam per chiedergli di fare una diagnosi. Ottenuto il foglio con la diagnosi, Pete va nuovamente dalla madre per comunicarle il suo imminente scarceramento per "motivi umanitari" ma, dopo aver capito che la donna non è cambiata in questi anni e che non è pentita per l'omicidio commesso, decide di non aiutarla. La sera, Pete riceve la visita di Adam che, infuriato con lui per quanto fatto alla madre, se ne va.
Addison ha a che fare con una donna con frequenti crisi epilettiche dovute a un incidente avvenuto sette anni prima. La donna viene assistita dalla figlia quindicenne che sacrifica la sua vita per starle vicina. Vista la situazione, Addison richiede l'aiuto di Amelia che propone un intervento al cervello per riuscire a far cessare le crisi allungando la sua speranza di vita. Viste però le possibile complicanze, la madre rifiuta l'intervento negando anche un'obiezione alla figlia. La cosa causa degli screzi anche tra Amelia e Addison che non aveva capito i motivi che avevano spinto l'amica a proporre l'intervento. Tornata in ospedale, Amelia parla con la ragazza e capisce che lei vorrebbe far fare l'operazione alla madre. L'indomani, anche Addison ha un confronto con la ragazza e insieme, riescono a convincere la madre a sottoporsi all'intervento. Uscita dalla sala operatoria, con la gioia di Amelia e Addison, la madre è sana e senza ripercussioni.
La giornata è finita per tutti e Charlotte, convinta dalle parole di Cooper, si reca nuovamente in commissariato dove, finalmente, si decide a identificare il suo aggressore e a farlo arrestare.
Addison confessa a Sam il suo amore e che, nonostante stiano bene nel loro rapporto a due, ha capito di volere un figlio.
Pete, dopo aver chiuso la porta al fratello, cerca una spalla in Violet che, nonostante assecondi le parole del marito, gli lascia intendere che probabilmente non ha fatto la scelta più giusta.
- Guest star: Louise Fletcher (Madre di Pete), Nicholas Brendon (Lee McHenry), Kyle Secor (Adam), Kathryn Meisle (Sharon), Allie Grant (Julie), Blue Deckert (Detective Price).

## Persi
- Titolo originale: Just Lose It
- Diretto da: Stephen Cragg
- Scritto da: Elizabeth Klaviter

### Trama
Tornata dal suo lungo viaggio, Naomi torna subito allo studio e si trova a collaborare con Cooper il quale incontra, dopo tre anni, un suo piccolo paziente, Justin, il quale, nel corso di questo tempo, è ingrassato di 130 kg. Durante un colloquio con il ragazzo e i genitori, Justin si sente male e Naomi e Cooper si trovano costretti a portarlo in ospedale dove, un poco alla volta, il ragazzo si risveglia. Traumatizzato dal non riuscire più a controllare l'aumento di peso, Justin si sfoga con Cooper al quale confessa di aver cominciato a ingrassare per difendersi e per non farsi toccare più. Su tutte le furie, Cooper va dal padre e lo picchia duramente ma, tornando nella stanza di Justin, scopre che a molestare il ragazzo non era il padre, bensì la madre che, se non fosse per il repentino intervento di Cooper, verrebbe picchiata dal marito. Ora, Justin e il padre, grazie anche all'intervento di Sheldon, si trovano vicini più che mai, uniti da un dolore profondo.
Intanto, in ospedale, arriva una ragazza conosciuta sia da Pete, sia da Violet che da Charlotte la quale, ogni anno, partorisce un bambino che però decide di dare in affidamento in cambio di soldi. Alla notizia, Addison rabbrividisce e, nonostante i suoi amici le avessero detto che la ragazza è una drogata che finge di disintossicarsi solo per partorire e prendere i soldi, la dottoressa prova compassione per lei e vuole darle una chance. Dal parto, nasce una bambina sanissima e, nonostante Pete avesse convinto, dopo una "donazione", la ragazza a farsi chiudere le tube, Addison si rifiuta di fare l'intervento. Ora, Violet acconsente di parlare con la ragazza e Addison assiste all'incontro dal quale capisce che effettivamente non ci sono speranze per la ragazza. A questo punto, non facendo spegnere anche l'ultimo bagliore di speranza, Addison si reca da lei con la bambina e la pone di fronte alla scelta: 1000 $ e lasciare la bambina contro l'affidamento di quest'ultima. La ragazza non ci pensa due volte e, distruggendo le speranze di Addison, prende i soldi e rinuncia alla bambina che finisce in un'altra famiglia.
Intanto, Charlotte e Cooper non riescono a fare causa allo stupratore di lei a causa di troppe prove a loro sfavore ma Charlotte sembra non esserne sconvolta e continua a ostentare la sua nuova maschera di donna felice e gioiosa. Questo comportamento, però, sconvolge totalmente Cooper che, dopo aver provato a baciare Amelia va da Sheldon al quale confessa di non avere più accanto la sua Charlotte bensì solo il cadavere di quest'ultima.
Nel frattempo, Addison confessa a Naomi di volere un figlio da Sam ma che lui non lo vuole e i due finiscono finalmente per affrontare il problema e Sam rassicura Addison dicendole di non affrettare i tempi ma di fidarsi di lui. All'alba, mentre i due stanno dormendo, Addison riceve la chiamata di sua madre Bezey e, raggiunta la donna in aeroporto, quest'ultima le chiede il suo aiuto per Susan, gravemente malata.
- Guest star: JoBeth Williams (Bizzy Montgomery), Ann Cusack (Susan Grant), Don McManus (Bruce Tanner), Gaby Hoffmann (Emily), Clare Carey (Pam Tanner), Stefanie Black (Assistant D.A.), Brett DelBuono (Justin).

## Se ancora non mi conosci
- Titolo originale: If You Don't Know Me By Now
- Diretto da: Eric Stoltz
- Scritto da: Zahir McGhee

### Trama
L'arrivo di Bizey crea tensione tra Addison e Sam il quale vorrebbe vedere la donna più padrona di sé. Arrivata in ospedale, Addison è costretta a informare Susan che il cancro alle ovaie è troppo esteso e che non può fare niente per lei ma, di contro, riceve da Bizey uno schiaffo e continue pressioni per salvarla. Nella disperazione della situazione, Addison chiede aiuto al dottor Rodriguez che accetta di supportarla durante la prima operazione. Uscita dalla sala operatoria, Addison è di nuovo costretta a informare Bizey dell'impossibilità di operare ma, ancora una volta, le continue pressioni della madre causano un ulteriore crollo in Addison. Grazie alle parole di Sam e Naomi, Addison, nuovamente supportata dal dottor Rodriguez, sottopone Susan a una nuova operazione che, grazie all'aiuto di una macchina molto precisa, ha un esito più che positivo. Informata Bizey, però, Addison rimane nuovamente delusa dal comportamento della madre.
Intanto, Pete e Amelia collaborano a un caso molto delicato: in seguito a un incidente, un uomo ha riportato gravi lesioni alla testa che potrebbero salvarlo solo in seguito all'asportazione di parti del cervello danneggiate. Alla notizia però, la moglie si oppone fermamente vietando l'operazione. Le cose si complicano ulteriormente quando in ospedale si presenta l'amante dell'uomo che vorrebbe salvarlo e descrive il suo uomo in maniera molto differente dalla moglie. Le due donne si incontrano in un momento critico: l'uomo ha infatti un collasso che spinge le donne a una scelta. Forzate anche dalla gravidanza dell'amante, entrambe acconsentono all'operazione e, una volta informate del miglioramento della condizione dell'uomo, la moglie se ne va lasciando il marito all'amante.
Violet nel mentre viene chiamata da New York per la pubblicazione di un libro scritto da lei nel periodo successivo all'aggressione, sotto forma di diario. Dopo averlo letto, Naomi e Sheldon sono entusiasti per l'amica ma Pete invita la moglie a riflettere sulle conseguenze che tale pubblicazione avrà sulla sua vita.
Cooper vorrebbe fare nuovamente sesso con Charlotte ma la donna ancora non è pronta. Charlotte cerca così aiuto in Naomi e, una volta ragionato sulla situazione, riesce a sbloccarsi con Cooper, trovando però l'uomo impaurito. L'indomani, per cercare di capire meglio, Charlotte si reca da Violet e, per la prima volta, la ringrazia.
La giornata è finita a Charlotte e Cooper provano nuovamente a ritrovare la loro intimità ma Cooper, ancora bloccato, decide di fare un passo alla volta, ritrovando prima di tutto la loro complicità.
A casa, Violet informa Pete che andrà a New York per la pubblicazione del libro trovando un Pete molto fiero di lei.
Dopo l'operazione, Addison spinta dalle parole di Naomi, decide finalmente di affrontare Bizey ma, quando prova a farlo, la donna la blocca informandola del suo divorzio con il Capitano e del suo imminente matrimonio con Susan.

## Il paradiso può attendere
- Titolo originale: Heaven Can Wait
- Diretto da: Kenny Leon
- Scritto da: Barbie Kligman

### Trama
Mentre Addison prepara le nozze con l'aiuto di Naomi, allo studio Sam si occupa di un suo amico, nonché paziente che dalla morte della moglie ha cominciato a frequentare una ragazza molto più giovane di lui allontanando anche la figlia. Arrivato in ospedale, Sam capisce che l'uomo è malato e, una volta informato l'uomo, incontra la sua ragazza capendo che qualcosa non va: convocata la figlia, scoprono che la donna sta derubando l'uomo, approfittandosi della sua benevolenza.
Charlotte, convinta da Cooper e Sheldon, fa visita a uno psicologo amico di Sheldon il quale però, durante la seduta, non aiuta Charlotte a parlare bensì le prescrive una serie di medicinali. Offesa dal comportamento dell'uomo, torna da Cooper e Sheldon raccontando loro quanto accaduto. Preoccupato dalle parole dell'amica, Sheldon fa visita all'uomo, nonché suo mentore il quale gli confessa di aver capito che parlare non aiuta ma le pillole sì. Durante una cena, colpito dalle parole di Sheldon, l'uomo ha una crisi psicologica che fa preoccupare ancora di più l'uomo.
A casa intanto, Charlotte trova Cooper sempre più disposto ad aspettarla mentre Addison, colpita dalla corte del dottor Rodriguez e dalle dure parole di Naomi al riguardo, chiede a Sam di sposarla.
L'indomani, al matrimonio, Addison ha un'ulteriore conferma del suo strano comportamento da Pete ma, in realtà, la sua attenzione è rivolta a Susan: la donna è infatti nuovamente malata ma, pur di sposare Bizey, ha deciso di farsi dimettere non firmando i moduli per farsi rianimare. Subito dopo la cerimonia, Addison riceve i ringraziamenti di sua madre e, al settimo cielo, raggiunge Sam ritirando la sua proposta e capendo di amarlo veramente.
Durante la festa, Sam si allontana per raggiungere il suo paziente il quale però, non accoglie benevolmente il dottore.
Dopo aver parlato con Charlotte, Sheldon decide di andare dal suo amico e farlo arrestare per aiutarlo.
Charlotte, dopo aver capito che Cooper è l'uomo della sua vita, nuovamente, capisce di essere guarita e riesce finalmente a fare l'amore con il suo uomo.
Mentre i festeggiamenti continuano e Addison si riavvicina anche a Naomi, qualcosa va storto: Susan cade a terra priva di sensi.

## Amore cieco
- Titolo originale: Blind Love
- Diretto da: Bethany Rooney
- Scritto da: Craig Turk e Steve Blackman

### Trama
Subito dopo essere svenuta, Susan viene portata in ospedale dove Addison e il dottor Rodriguez riescono a salvarla, sotto gli occhi di Bizey, ignara di tutto. Quando Susan si risveglia, consapevole della sua condizione, prega nuovamente Addison di non dire niente a sua madre e di non rianimarla per nessun motivo. Triste, Addison si trova costretta ad accettare e, quando Susan ha un crollo, nonostante le urla di Bizey e le sue richieste, si trova impossibilitata a rianimarla, costretta a vederla morire insieme a Bizey. Distrutta per aver deluso sua madre, Addison trova conforto in Naomi e Sam ma, quando incontra di nuovo Bizey, capisce che la donna non la perdonerà mai.
Mentre è al suo turno in ospedale, Sam riceve un'urgenza: un uomo è stato accoltellato dalla moglie dopo averla picchiata. Arrivato nella stanza, Sam si trova di fronte a un bivio: salvare o meno il paziente, lo stesso che, qualche tempo prima, aveva violentato Charlotte: Lee. Incapace di ragionare, chiama Addison che, a sua volta è combattuta tra i suoi sentimenti per l'amica e per la dedizione al lavoro. Di diversa idea è invece Cooper il quale, saputa la notizia, vorrebbe uccidere con le sue stesse mani l'uomo. In tutto ciò, nascosta dagli altri, Charlotte si sente paralizzata, incapace di ragionare. Mentre il tempo scorre e il momento di intervenire si fa sempre più vicino, Sheldon cerca di capire cosa provi l'amica la quale, poco dopo, torna in ospedale, davanti alla stanza di Lee. Lì, è Naomi a parlarle e, poco dopo, Charlotte autorizza l'intervento per salvargli la vita. Mentre Sam cerca di salvarlo, Charlotte incontra la donna di Lee, con la quale ha un'intensa conversazione.
Intanto, alla Ocean Side, Pete collabora con Amelia al caso di una donna che, dopo la morte del compagno, è rimasta cieca a un occhio e ora sta perdendo la vista anche all'altro a causa di una scheggia vicina proprio a un nervo. La situazione però, già complicata in sé, prende una brutta piega quando la donna, nell'allattare la sua bimba, rischia di ucciderla per soffocamento. Preoccupata per le sorti della bambina, Amelia chiama la nonna della piccola la quale subito si precipita per portare via la bimba. Intanto, la donna acconsente di sottoporsi all'intervento nonostante tutte le possibili conseguenze. Al risveglio dall'intervento, la donna sembra stare bene e vederci tanto che la nonna della bimba, in lacrime, se ne va. Uscita dalla stanza però, Amelia si infuria con Pete il quale ha ingannato quella donna: l'intervento infatti, non è riuscito e la donna non ci vede. Infuriata, Amelia informa Pete che non mentirà per lui.
La lunga giornata è finita: in ospedale, l'operazione su Lee è andata bene e l'uomo si risveglia in manette. In quel momento, entra nella sua stanza Charlotte che, impaurendolo, gli spiega che la moglie lo ha denunciato e, seguendo il consiglio di Naomi, lo perdona per poi trovare le braccia di Cooper e capire che tutto andrà per il meglio.
Mentre Pete e Amelia si sincerano delle condizioni della paziente, torna per l'ultimo saluta la nonna la quale però, dopo essere messa al corrente della situazione, capisce le preoccupazioni della nuora e decide di aiutarla, per amore del figlio e del suo ricordo.
Addison riesce a parlare con Bizey e a farle capire il suo dolore e a confessarle di volerle bene. Trovando l'abbraccio della madre, Addison capisce che le cose andranno meglio e, spinta da lei, torna da Sam rimanendo d'accordo per una colazione insieme l'indomani. La voglia però di stare accanto a Bizey è talmente forte che Addison torna indietro ma, una volta entrata nella stanza, trova una lettera e sua madre sul letto, morta suicida.

## Di nuovo a casa
- Titolo originale: Home Again
- Diretto da: Mark Tinker
- Scritto da: Krista Vernoff

### Trama
Nonostante il divieto di Addison, Sam, dopo aver parlato agli altri, raggiunge la sua compagna insieme agli amici di sempre per il funerale di Bizey.
Alla Ocean Side intanto, sono rimasti Violet e Sheldon che si trovano ad affrontare un caso insieme: Sheldon ha da diciassette anni in cura un uomo arrivato al giorno della sua condanna a morte per omicidio mentre Violet ha in cura sua moglie, fermamente convinta che il marito sia innocente. Dopo però aver scoperto che l'uomo è realmente colpevole, Sheldon e Violet si trovano costretti a mettere la coppia a confronto e, quando il marito confessa tutto anche a sua moglie, la donna ha un forte crollo psicologico che la porta ad allontanarsi da lui, in lacrime. Triste e delusa dal marito, la donna decide di andare dalla moglie dell'uomo ucciso da suo marito per chiederle perdono e di chiedere a sua volta di rimandare di qualche giorno la condanna cosa che però, la donna rifiuta duramente.
Intanto, a casa Montgomery, il gelo emanato da Addison rende tutti molto nervosi, soprattutto Sam che non sa come comportarsi: la donna infatti, fissa con lo sguardo sulle ceneri di Susan, non parla e si limita a mostrare una finta calma.
Dopo che lei, suo padre e suo fratello hanno scoperto che Bizey ha lasciato scritto che il suo elogio dovrà farlo Addison, la donna trova conforto e forza nelle parole di Charlotte, l'unica ad aver capito che Bizey si sia suicidata mentre Archer trova nuovamente conforto in Naomi.
L'indomani, al funerale, Addison fa il suo elogio, gelido, glaciale, che lascia tutti di stucco tanto che durante la veglia, Sam seguendo il consiglio di Cooper, le inveisce contro riuscendo a tirarle fuori il suo vero dolore.
Al piano di sotto, Pete si trova a un faccia a faccia con il Capitano che, dopo essere caduto, viene curato dallo stesso Pete che scopre che per superare il dolore l'uomo sta assumendo delle droghe.
L'indomani, a Los Angeles, è il giorno della condanna dell'uomo ma la moglie, rendendosi conto di amarlo, riesce a salutarlo per l'ultima volta, lasciando l'uomo felice nonostante la morte.
In Connecticut, la sera prima della sepoltura, Addison confessa ad Archer che loro madre si è suicidata e l'indomani, durante la sepoltura Addison, finalmente, capisce dove mettere Susan: accanto a sua moglie, Bizey, nella bara. Durante la sepoltura, Addison riesce a mantenere la sua facciata severa mentre Archer, in un momento di debolezza, scoppia a piangere trovando però, la mano di sua sorella.

## Due passi indietro
- Titolo originale: Two Steps Back
- Diretto da: Jeff Bleckner
- Scritto da: Ayanna A. Floyd

### Trama
Mentre Addison è rimasta a casa del Capitano per aiutarlo con il trasloco, gli altri alla Ocean side hanno ripreso il loro lavoro: Sheldon si trova ad affrontare un caso di personalità multipla. La sua paziente, Andie, è stata portata dalla sorella, Lara, dopo che, improvvisamente, sono tornate "le altre": Andie infatti, dopo la morte dei genitori, aveva mostrato una personalità multipla, superata poi dopo anni di terapie. Interessato al caso, Sheldon si occupa della ragazza conoscendo lei, Gina e anche Maggie. Durante le ricerche, Sheldon chiede anche il parere di Violet e Amelia che lo mettono in guardia ma l'uomo, dopo varie prove, sembra convinto della diagnosi.
Naomi e Sam si trovano molto vicini a causa della domanda di Maya per andare a studiare a New York e per l'eventuale futura della nipotina Olivia. Allo studio intanto, seguono lo stesso caso: Eris, una mamma molto premurosa, porta al controllo sua figlia Tania, una ragazza down, dopo aver scoperto lei e il suo fidanzatino Ricky, anche lui con problemi di apprendimento, fare l'amore. Preoccupata, la donna scopre che i suoi timori erano fondati: la ragazza è infatti incinta. Alla notizia, la donna reagisce molto male e pensa subito a far abortire la figlia ma, le parole di Naomi, riescono a farla pensare per un momento di crescere lei il futuro nipote. L'indomani, la donna porta nuovamente Tania a fare un controllo e, raggiunte da Ricky, si trova costretta a dire loro la verità, rendendo i ragazzi entusiasti per la notizia. Nonostante i risultati delle analisi mostrino che il feto non ha problemi di salute, Eris fa comunque abortire Tania, nonostante il dolore recato sia a sé stessa sia alla giovane coppia.
A causa di alcuni problemi di coppia, Cooper e Charlotte decidono di andare in terapia dove Cooper capisce che Charlotte non indossava l'anello di fidanzamento non perché non lo amasse abbastanza, bensì perché all'anello è legato il ricordo dello stupro. Superato questo passo però, i due si trovano di fronte un altro ostacolo: Cooper confessa alla donna di aver baciato Amelia. La notizia fa infuriare la donna che, dopo momenti di silenzio, decide di parlare con Amelia.
Violet ha rivisto il suo manoscritto e, dopo aver inserito dettagli riguardo a tutti i suoi amici dello studio, trova contro di sé un muro eretto dagli altri. Su tutte le furie, Naomi, Sam, Amelia e Charlotte decidono di non parlarle e la donna, per rispondere al silenzio cerca di far sfogare gli amici giungendo poi a un'unica soluzione: se pubblicare il libro significa perdere loro, allora non lo pubblicherà.
Sheldon, continuando la terapia con Andy, mette la ragazza faccia a faccia con sua sorella Lara e il suo futuro marito Jack facendo così uscire allo scoperto la verità: la ragazza stava solo fingendo poiché innamorata del futuro cognato. Su tutte le furie, la sorella se ne va e Sheldon decide di continuare la terapia con la ragazza, visibilmente provata. Solo in quel momento, entra nella stanza Lara che, nonostante tutto, decide di rimanere accanto alla sorella.
Cooper e Charlotte riescono a superare il momento no, grazie forse anche alla terapia e, usciti dal ristorante, Charlotte capisce che le parole di Amelia erano vere e che ama Cooper tanto da proporgli di sposarsi in primavera.
Rientrato a casa, Pete comunica a Violet che, dopo un'attenta valutazione, tutti hanno deciso di lasciare il manoscritto così com'è e di rendere possibile il sogno di Violet: pubblicare il libro e diventare una scrittrice famosa.
Dopo una dura giornata, Naomi e Sam cenano insieme a casa di lui dove anche Olivia si addormenta e si lasciano andare a confessione e Naomi gli dice quanto, in realtà, le faccia male vederlo accanto ad Addison e che, dopo tutto, non riesce più a fidarsi di lui come una volta. Nonostante tutto, la donna si rende conto che ha bisogno di lui nella sua vita e, in un momento di tristezza, si abbraccia con l'ex marito. In quel momento, tra i due scatta qualcosa e i due si lasciano andare a un bacio appassionato.

## Amore e bugie
- Titolo originale: Love and Lies
- Diretto da: Ann Kindberg
- Scritto da: Moira McMahon

### Trama
Dopo aver sistemato tutto a casa dopo il funerale di Bizey, Addison torna finalmente al lavoro dove Charlotte subito le propone un nuovo lavoro, in collaborazione con Naomi. Le tre donne incontrano Frank e Isobel i quali, dopo aver già perso due bambini, stanno per perdere anche la loro terza figlia a causa di una malformazione cardiaca: i due, vista la situazione, chiedono ad Addison di esportare le ovaie della bimba per poi permettere una futura gravidanza. Il caso, unico nel suo genere, crea delle tensioni tra Charlotte, favorevole, e Cooper, fermamente contrario come Naomi, continuamente attaccata da Addison, provata ancora dal lutto. Nonostante le tensioni, il lavoro prosegue e solo dopo aver avuto un colloquio privato con Frank e Isobel, Addison si decide ad accordare l'operazione solo dopo la nascita della bambina.
Amelia intanto, cerca di convincere Michelle, una sua cara amica, a sottoporsi al test per la Malattia di Huntington. La ragazza però, troppo impaurita per l'esito e per le conseguenze di vita che l'aspetteranno, confessa all'amica che, se il risultato dovesse essere positivo, non aspetterà la malattia ma si suiciderà. Dopo la notizia, prese le analisi che sono positive, Amelia decide di dire una bugia all'amica. Confessato tutto a Pete, Amelia capisce che ha fatto un errore e decide di dire la verità all'amica che, impaurita, se ne va urlandole di non volerla più vedere.
Sam e Naomi intanto, dopo il bacio, non hanno più parlato e Sam cerca di capire se anche per l'ex moglie è stato qualcosa di più di un bisogno d'affetto ma la donna, confusa anche dal ritorno di Gabriel, tornato solo per lei, non sa come comportarsi.
Violet, presa dalla pubblicazione del libro, sta valutando quale foto far pubblicare ma, convinta anche dalle parole degli amici e di Pete, capisce che le foto fatte con il fotografo, rappresentano una Violet sbagliata.
In ufficio, Sheldon si trova a fare da filtro ai problemi di tutti: Addison e il dolore per la morte di Bizey; Violet e la scelta della foto; Naomi e i suoi problemi fino ad arrivare all'esaurimento e a scoppiare con Pete e Sam per cercare di far capire loro quanto fortunati siano.
La giornata comincia con il parto di Isobel dopo il quale Addison, parlando anche con Cooper, capisce i genitori devono vedere la piccola e così, dopo averla abbracciata, si rendono conto di non poter permettere l'operazione.
In quel momento, anche Cooper e Charlotte si chiariscono e, fuori casa di Michelle, anche Amelia riesce a far ragionare l'amica facendole affrontare la malattia, insieme.
A casa, Pete e Violet capiscono che la foto per il libro deve mostrare la vera Violet e così, con Pete fotografo, Violet lascia che l'uomo la fotografi nella sua essenza: con la pancia scoperta.
Rientrata in ufficio, Addison ascolta una conversazione tra Sam e Naomi capendo che tra i due è successo qualcosa e, in quel momento, Naomi scoppia confessando ai due che niente la trattiene più lì perché quella non è la sua vita, è il suo passato, così come lo è anche Gabriel, entrato nella stanza per convincere la donna a partire con lui. Mentre Naomi parla e nel momento in cui lascia la stanza, Addison osserva le reazioni di Sam che non sono come lei si aspettava. Tornata a casa, Addison si lascia alle lacrime con Amelia per poi lasciare lo spazio a Sam.

## Una mossa avventata
- Titolo originale: A Step Too Far
- Diretto da: Scott Printz
- Scritto da: Fred Einesman

### Trama
Il libro di Violet è stato finalmente pubblicato e ora la donna deve affrontare le critiche pubblicate sui vari giornali: tutte sono più che positive tranne una, scritta da Marla Tomkins, che sul Times fa apparire la donna in maniera negativa. Nonostante i pareri positivi anche degli amici, Violet non riesce a smettere di pensare alle parole di Marla, che continuano a frustrarla anche durante la presentazione del libro.
Intanto, Cooper affronta il suo senso di inferiorità nei confronti degli amici/colleghi e comincia a pensare di prendere una nuova laurea come psicologo infantile. Nel mentre si occupa di Tyler, un ragazzo apparentemente sano, che, però, grazie all'aiuto anche di Sam, si scopre avere una malformazione cardiaca che potrebbe causargli la morte da un momento all'altro. Il ragazzo, tuttavia, scoperta la verità, non si cura del problema e cerca di convincere Cooper a farlo combattere per poter ottenere la prima borsa di studio della famiglia per accedere poi all'università. Cooper è però fermo sulla sua posizione e dà appuntamento al ragazzo per l'indomani per sottoporlo a ulteriori esami. L'indomani, il papà del ragazzo arriva in ospedale solo e insieme a Cooper e Sam capisce che Tyler è al combattimento. Accorsi sul posto, vedono vincere il ragazzo e se ne stanno per andare dato che tutto sembra nella norma, ma improvvisamente Tyler sviene e, portato di corsa in ospedale, il ragazzo viene messo in coma farmacologico sotto gli occhi disperati dei genitori e dei due dottori.
Addison, nonostante l'influenza, va al lavoro, dove collabora con Pete a un caso delicato: Lauraine, una donna malata di cancro, è sposata con Elliot e di comune accordo hanno deciso di fare un figlio tramite madre surrogata e ad aiutarli è intervenuta Claudine, la sorella di lei. Durante però il periodo di gestazione, Claudine ed Elliot si sono innamorati e ora, di fronte a una complicanza nella gravidanza, non sanno come comportarsi. Ricevuta la chiamata d'urgenza, Addison pratica un cesareo alla donna, ma durante il parto qualcosa va storto e Addison si trova costretta a praticare un'isterectomia. Messi a conoscenza della futura impossibilità di Claudine di avere figli, i due decidono di tenere la nascitura, non pensando all'ennesimo dolore che provocherebbero a Lauraine. Solo dopo l'intervento di Pete e Addison, la neo coppia, e soprattutto Claudine, si rende conto che quella è la bambina di Lauraine e non la loro.
Intanto Addison, visti i sintomi e spinta anche da Amelia, si sottopone a un test di gravidanza che, però, risulta negativo, distruggendo le speranze della donna.
Sheldon, che durante la presentazione del libro aveva incontrato Marla Tomkins, comincia a frequentarla e, nonostante il suo tentativo di difendere Violet, si rende conto che forse la donna non ha tutti i torti. In ufficio, Sheldon decide di chiedere consiglio a Cooper su un'eventuale relazione con Marla, ma, nonostante le parole di Cooper, Sheldon decide di vedere comunque la donna.
Cooper intanto, dopo la vicenda di Tyler, è ancora più demoralizzato, ma grazie alle parole di Charlotte riesce a riprendersi e a capire che c'è chi ha molta fiducia in lui poiché è uno dei medici più bravi che possano esistere.
Violet a casa, ancora turbata dalla recensione negativa di Marla, si rende conto che la donna ha ragione e, nonostante le parole di Pete provino a dissuaderla, capisce che è realmente come la donna l'ha descritta.
Addison, distrutta dalla notizia della non gravidanza, affronta nuovamente il discorso con Sam, che, però, sembra ancora non essere pronto alla voglia di avere un figlio della donna.

## La parte più difficile
- Titolo originale: The Hardest Part
- Diretto da: Paul Adelstein
- Scritto da: Jennifer Cecil

### Trama
Violet e Sheldon lavorano insieme a un caso particolare: iniziano la terapia tre mamme infuriate con le loro tre figlie, Lisa, Jamie e Casey le quali, in terapia anch'esse, hanno deciso di rimanere incinte insieme e di stringere un patto di lealtà tra loro. Le cose, nella loro difficoltà, procedono per il meglio fino a quando una delle mamme, non riconosce Violet come l'autrice del libro, scatenando la curiosità delle ragazze, l'ira delle mamme e mettendo Sheldon di fronte a una dura realtà: Violet non è in grado di gestire il suo lavoro a causa del libro.
In ospedale intanto, Pete insieme a Sam si occupa di una paziente della quale non avrebbe mai voluto occuparsi: Frances, sua madre, che, portata da Adam, sta per morire a causa di una patologia cardiaca. In fin di vita, la donna cerca il perdono del figlio che, però, non è propenso ad ascoltare le suppliche della madre. Preoccupata per il marito, Violet parla della donna la quale la convince a fare un tentativo con Pete il quale, finalmente, si convince a far conoscere Lucas a sua madre e a parlarle civilmente, scoprendo poco dopo che per lei non c'è più niente da fare.
Mentre è in ospedale, Violet scopre della storia di Sheldon e Marla, cosa che la colpisce profondamente, tanto da far scoppiare l'ennesima lite con Sheldon: spostando l'attenzione da Marla al loro caso, Violet e Sheldon non riescono a trovare un punto di incontro e anche durante una seduta speciale in ospedale con Lisa e Casey le liti non si placano. Mentre Violet cerca di ignorare le domande e le accuse delle due ragazze, Casey ha un'emorragia che la porta subito in sala parte dove Lisa, assistendo alla scena, scappa, lasciando l'amica sola. Mentre Sheldon riesce a parlare con Casey, rimasta sola abbandonata sia dalle amiche sia dalla madre, Violet riesce a parlare con Lisa la quale, letto il libro della dottoressa e vista l'esperienza dell'amica, non è più sicura di voler affrontare tutto da sola e chiede aiuto a Violet per parlare con la madre.
Cooper visita Patrick, un pianista quattordicenne di gran talento. Durante la visita, Cooper nota qualcosa che non va e chiede l'intervento di Amelia la quale, dopo la risonanza, scopre che il ragazzo ha un tumore al cervello. Messo al corrente del fatto anche Cooper, i due si trovano di fronte la prova più difficile: informare Patrick e suo nonno del tutto. I due, vengono messi davanti a due opzioni per l'operazione, la più semplice delle quali però, comporterà la perdita d'uso della mano del giovane pianista contro la più difficile, con conseguente probabile paralisi della gamba. Pur di non perdere la sua abilità, e il suo legame con il nonno, il ragazzo vuole sottoporsi all'operazione più difficile che, pur mettendo in crisi il rapporto tra i due, obbliga il nonno a sottostare la volontà del nipote, dopo anche un'intensa chiacchierata con Amelia. Il giorno dell'operazione è arrivato e Patrick, ritrovatosi solo, capisce che il nonno non tiene a lui se non per il piano. Mentre è in sala operatoria però, sveglio a suonare per aiutare Amelia durante l'operazione, il nonno arriva e Cooper lo fa entrare momentaneamente in sala per dire al nipote quanto tenga a lui. Usciti dalla sala operatoria, tutto è andato per il meglio e anche Patrick e il nonno possono finalmente vivere il loro rapporto in serenità.
Le giornate di tutti sono finite e, tornati a casa, Cooper trova ad aspettarlo Charlotte la quale, dopo aver appreso che anche Cooper da giovane suonava il piano, per poi aver smesso a causa di un dubbio che il padre gli fece venire, gli ha comprato un nuovo piano per spingerlo a non mollare mai ciò che ama e le sue passioni.
Sheldon ha un duro confronto con Marla la quale, capendo che per lui è molto importante il pensiero e l'opinione di Violet, decide di lasciarlo fino a quando l'uomo non preferirà lei all'amica.
Rientrata a casa, Violet trova Pete visibilmente provato il quale informa la moglie che Frances è morta. Inizialmente impassibile, l'uomo confessa alla moglie che Adam stava molto male mentre lui, pur non conoscendo niente di lei, si lascia andare a un pianto disperato tra le braccia di Violet.

## Quello che abbiamo...
- Titolo originale: What We Have Here...
- Diretto da: Karen Gaviola
- Scritto da: Christopher Fife

### Trama
Appena tornata da Seattle, Addison si trova a dover affrontare Sam il quale però, non sa ancora dare una risposta all'ultimatum della donna. Intanto, i due collaborano per aiutare una paziente incinta alla quale è stato trovato un tumore molto aggressivo. La soluzione migliore sarebbe far partorire prematuramente la donna per poi cominciarle la cura chemioterapica ma, visti i rischi per il bambino, la donna si rifiuta. In ospedale, tentando di spiegare i suoi motivi ad Addison, la donna le rivela di aver abortito sei anni fa e, dopo una crisi respiratoria, Addison spinge la paziente a raccontare tutto al marito, provocando una rottura tra i due. Disperata, la donna continua a sostenere di voler portare avanti la sua gravidanza pur mettendo a rischio la sua gravidanza fino a quando, grazie alle parole di Addison, il marito cambia idea tornando da lei e, convincendola a partorire, da una nuova possibilità sia alla loro famiglia sia alla loro relazione.
Mentre Cooper e Charlotte stanno per spedire le partecipazioni al loro matrimonio, Cooper trova nell'agenda di lei la foto di Billy, il suo ex marito. Sconvolto dalla cosa, prova a parlarne con lei che, per rassicurarlo butta la foto, per poi riprenderla appena Cooper si rigira. Ancora turbato dal ritrovamento della foto, Cooper prova a parlarne con Sheldon per poi decidere di cercare Billy. Trovato l'uomo, i due tornano insieme da Charlotte che, sconvolta dalla vista dell'ex marito, lo ascolta scoprendo che, in realtà, l'uomo è gay. Ancora più turbata, lo caccia per poi decidere, pur se arrabbiata con Cooper, di tornare da Billy il quale, con le sue parole, la rassicura facendole capire che Cooper è la scelta giusta.
Violet riceve un'ingiunzione del tribunale da parte di Katie: la donna l'ha citata per aver violato il segreto che vincola dottore e paziente. Scioccata dalla cosa, la donna trova Pete pronto a proteggerla mentre Sheldon, forse più oggettivo, capisce che probabilmente la donna non ha tutte le ragioni. Ancora più toccata da queste due posizioni, pur se Pete non è d'accordo, Violet si fa accompagnare da Cooper da Katie, notando in lei un vero miglioramento e capendone le ragioni, comincia a pensare che forse la donna ha ragione a volerla citare. Dopo aver litigato con Pete a causa della sua visita a Katie, Violet rimane turbata dalla visita improvvisa della donna che, visibilmente turbata, le chiede scusa per tutto quanto.
La giornata è finita per tutti e Violet, dopo aver chiarito con Sheldon e avergli dato la benedizione per la sua storia con Marla, apprende da Pete che Katie ha ritirato l'accusa, non prima però che l'albo dei medici abbia cominciato a indagare su di lei pensando ora se ritirarle o meno la licenza.
Cooper e Charlotte, superate le loro divergenze, si trovano di nuovo insieme, affiatati più che mai, a spedire gli inviti mentre Charlotte, ora convinta della sua scelta, butta definitivamente la foto di Billy.
Addison sta andando a correre quando incontra Sam e, dopo una dura litigata durante la quale Addison le spiega le sue motivazioni, Sam non risponde ancora all'ultimatum, chiedendole soltanto se, a questo punto, la loro storia sia finita.

## Qualcosa di vecchio, qualcosa di nuovo
- Titolo originale: Something Old, Something New
- Diretto da: Mark Tinker
- Scritto da: Sanford Golden e Karen Wyscarver

### Trama
Il matrimonio di Charlotte e Cooper sta per iniziare, gli ospiti sono tutti in attesa quando Cooper entra nella stanza di Charlotte per dirle che non dovrebbero farlo.
48 ore prima: il fatidico incontro tra i genitori di Cooper e Charlotte ha luogo e, come previsto, le cose non vanno per il verso giusto: i genitori di Cooper, descritti come calorosi, si mostrano invece molto freddi nei confronti della futura nuora a causa de trascorsi tra lei e il figlio cosa che crea tensioni e discussioni tra i futuri sposi. Lo stesso accade con la madre di Charlotte la quale è totalmente contraria al matrimonio. Nonostante tutto, Charlotte e Cooper vanno avanti mentre Amelia organizza loro la cena prima del matrimonio.
In clinica, è intanto tornata Naomi che, però, continua a mantenere un muro tra lei, Addison e Sam che non si scalfisce nemmeno quando l'amica le confessa di essersi lasciata con Sam, cosa che crea ulteriori tensioni tra i due. Impegnata con una paziente, Naomi viene accompagnata dal dottor Fife il quale, vedendo le condizioni della signora propone un intervento che, però, lascia contrariata Naomi. Dopo varie sedute con Sheldon, lui e Naomi convengono che la donna non ha bisogno di interventi ma solo di terapia, cosa che lascia contrariato Gabriel che, da solo, decide di tornare dalla signora con la quale riesce ad avere una fitta conversazione durante la quale riesce a farla sfogare, ignaro di essere osservato da Naomi.
Intanto, le indagini su Violet continuano e ora viene coinvolta tutta la clinica che, interrogatorio dopo interrogatorio, comincia a creare dei sospetti nella commissione. Visti i problemi emersi dall'indagine, Naomi e Sam propongono che l'amica di allontani dalla clinica, così come Addison che, pur dalla parte dell'amica, non riesce a mentire durante l'interrogatorio. Violet, convinta di ciò che ha fatto, si trova di fronte alla commissione a testa alta e cercando di rispondere al meglio alle domande poste quando il medico incaricato alle indagini, le comunica di avere il materiale necessario per prendere una decisione e che, in seguito, le loro indagini toccheranno anche la clinica per intero in quanto il loro modus operandi non è consono ai canoni medici.
La cena per il matrimonio si sta svolgendo nel peggiore dei modi quando, da un lato Naomi capisce di voler stare con Gabriel mentre dall'altro, i genitori di Charlotte e Cooper convengono che questo matrimonio non dovrà svolgersi.
L'indomani così, poco prima del matrimonio, mentre tutti stanno aspettando l'arrivo degli sposi, Cooper parlando con Charlotte le confessa dell'errore che stanno per fare e così, per sistemare la cosa, i due fuggono insieme per sposarsi a Las Vegas.
Ricevuto il messaggio dai due, gli ospiti si trovano a festeggiare agli amici quando Violet, parlando, racconta loro quanto successo dicendogli che, comunque vada, la loro è una grande famiglia. Così, dopo aver brindato, tutti si riuniscono con i propri accompagnatori, sotto gli occhi tristi di Addison, rimasta sola.

## Siano benedetti i figli
- Titolo originale: God Bless the Child
- Diretto da: Jeannot Szwarc
- Scritto da: Jennifer Cecil e Barbie Kligman

### Trama
Addison si trova in forte contrasto con Naomi riguardo a una paziente incinta alla diciannovesima settimana che, nonostante le parole di Naomi decide di abortire facendo tornare alla mente di Addison il suo aborto e, nella tristezza dell'atto, riunire le due amiche, da un po' separate, tutti vengono coinvolti in un caso al pronto soccorso: Betsey, la figlia di Dell, è caduta dalle scale e riporta un brutto trauma cranico. Dopo le prime analisi e i primi referti, la condizione generale, eccetto il trauma cranico, è nella norma ma, dopo aver scoperto di un precedente trauma, in Cooper e Violet sorge l'idea che, la famiglia adottiva la maltratti. Così, fermi sulla loro idea, i due vanno dalla bambina che, dopo aver cacciato Violet, parla con Cooper dicendole però che è stato un incidente. I genitori della piccola però, messi a conoscenza dei sospetti dei dottori, vietano a Cooper, Violet e Naomi di avvicinarsi a lei. Però, sempre più convinto di eventuali maltrattamenti, Cooper manda un'assistente sociale nella stanza della piccola dove Amelia la sta visitando. Infuriata con l'amico, Amelia impedisce all'assistente di entrare e dice loro che la piccola deve stare tranquilla. Dopo la sua sfuriata, Amelia, preoccupata, si reca da Charlotte per confessarle le sue paure, trovando l'appoggio e il sostegno dell'amica.
Dopo un ulteriore controllo, Betsey ha un brutto attacco che costringe Amelia a portarla di corsa in sala operatoria da dove però, la piccola uscirà in coma.
Mentre Betsey è in sala operatoria, Pete e Sheldon parlano con Marshall, il fratello adottivo di Betsey, capendo che, dietro tutti gli incidenti della piccola, c'è proprio lui. Sconvolti dalla notizia, i medici non sanno come agire fino a quando Sheldon, parlando con la madre, non capisce che lei già sapeva tutto e, messa di fronte alla situazione, decide di andarsene, lasciando Betsey per occuparsi soltanto di Marshall.
L'indomani, tutti aspettano con ansia il risveglio della piccola Betsey mentre Amelia, sentendosi in colpa per quanto accaduto prima a Dell ora alla figlia, ricade in tentazione lasciandosi andare all'alcool. In ospedale intanto, Violet riesce a parlare a cuore aperto a Betsey quando la piccola si risveglia. Subito, dopo aver rifiutato la proposta di Gabriel di andare a vivere con lui, arriva Naomi che, dopo aver informato Betsey che la sua mamma non tornerà, dice alla bambina che andrà a vivere con lei, per sempre.

## Cambiare
- Titolo originale: ...To Change the Things I Can
- Diretto da: Mark Tinker
- Scritto da: Craig Turk e Steve Blackman

### Trama
La puntata si apre con Addison in terapia da uno psicologo che, per una settimana intera, le consiglia di cambiare e, guidata dalla voce di Addison, la settimana nella Ocean Side trascorre tra altri e bassi.
Violet riceve la lettera della Commissione Medica che, oltre a revocarle la licenza, decide di mettere sotto inchiesta tutta la clinica, sconvolgendo tutti i medici. Nonostante le incursioni dei medici e le preoccupazioni, il lavoro continua e Cooper e Pete si trovano a collaborare per un caso molto delicato: una bambina, gravemente malata, ha pochi mesi a disposizione per vivere ma, i due dottori, propongono ai genitori una cura alternativa che, in caso di esito positivo, potrebbe allungare di un po' la vita alla piccola. Nonostante i timori, i genitori accettano la proposta dei due ma, purtroppo, l'operazione non va come dovrebbe e la bambina entra in coma. Sconvolti dalla cosa, il padre, non sapendo più cosa fare, chiede a Cooper di aiutarlo a dare l'eutanasia a sua figlia.
Charlotte viene chiamata d'urgenza in ospedale dove, ad attenderla, c'è una ragazza vittima di uno stupro. Inizialmente paralizzata alla vista della ragazza, ricordando se stessa, la dottoressa non riesce a esserle d'aiuto fino a quando, sorretta da Cooper, non riesce ad aprirsi con la paziente e a farle capire che, nonostante tutto, può superare tutto e andare avanti.
Dopo quanto successo a Betsey, Amelia ha ceduto nuovamente all'alcool e, scoperta da Charlotte, l'amica le revoca tutti i favoreggiamenti e la obbliga ad andare a un incontro, non venendo però assecondata.
I giorni passano e, mentre Violet decide di partire per un tour per il libro ignorando Pete, Naomi si trova costretta a lasciar andare Fife nonostante il suo amore e Addison comincia a frequentare un altro uomo per cambiare la sua vita, i pareri riguardo al destino della Ocean sono discordanti tanto da creare forte tensione fino a quando, parlando con Naomi, Sam capisce che forse Addison ha ragione e che è arrivato il momento di lasciare che la clinica si sciolga.
Così, a fine giornata, mentre Addison corre all'aeroporto per raggiungere il suo nuovo amante per partire con lui, Violet lascia Pete da solo per andare in tour, Naomi raggiunge Fife che, finalmente, riesce a chiederle di sposarla, ottenendo finalmente un sì.
Addison, dopo aver ottenuto la felicità, sta per partire quando, fermata da qualcosa, corre indietro, allo studio, per comunicare a tutti che la Ocean Wellness Side dovrà sciogliersi ma, rimanendo comunque una famiglia, si creerà una nuova clinica, da lei finanziata con la stessa base, ma nuova. Tutti felici per la nuova proposta, tornano alle loro vite: Amelia cade definitivamente vittima dell'alcool, Cooper e Charlotte trovano ancora l'uno la spalla dell'altra mentre Pete, infuriato con Violet, sistema la casa quando, improvvisamente, viene colto da un infarto davanti agli occhi di Lucas. Pete cade subito dopo a terra privo di sensi.